# مایکل واردلو
مایکل واردلو (به انگلیسی: Michael Wardlow) (متولد ۱۹ ژانویه ۱۹۸۸) یک کشتی‌گیر حرفه‌ای امریکایی است که با شرکت اول الیت رسلینگ (AEW) قرارداد دارد. او همچنین برنده مسابقه نردبان «چهره انقلابی» ۲۰۲۲ است.

## زندگی شخصی
واردلو در میدلفیلد، اوهایو به دنیا آمد. او توسط یک مادر مجرد بزرگ شد و دو خواهر بزرگتر دارد. او سابقه ای در بوکس و جوجوتسو دارد.

## قهرمانی‌ها
- اول الیت رسلینگ
  - مسابقه نردبان (۲۰۲۲)[۴]
- کارتل بین‌المللی کشتی
  - قهرمانی سوپر ایندی IWC[۵]
  - مسابقات جهانی سنگین‌وزن IWC (۳ بار)[۶]
  - مسابقات سوپر ۱۸ (۲۰۱۹)
- Pro Wrestling Illustrated (PWI)
  - رتبه ۲۱۸ از ۵۰۰ کشتی‌گیر برتر انفرادی در PWI ۵۰۰ در سال ۲۰۲۱[۷]
- Revenge Pro Wrestling
  - مسابقات قهرمانی جهانی Revenge Pro (1 بار)[۸]